# Groot kustdikkopje
Het groot kustdikkopje (Gegenes nostrodamus) is een vlinder uit de familie dikkopjes (Hesperiidae). De wetenschappelijke naam is voor het eerst geldig gepubliceerd in 1793 door Johann Christian Fabricius.
De soort komt voor in Europa.